# Archon
Archon — палеарктический род дневных бабочек, семейства Парусники. Название рода восходит к Архонту — высшему должностному лицу в древнегреческих полисах (городах-государствах).

## Виды
- Archon apollinaris — (Staudinger, 1892)[1] широко распространен в северо-восточной Турции, северном Ираке и западном Иране[2][3].
- Archon apollinus — (Herbst, 1789)[4] Греция (включая острова Эгейского моря), Болгария, Румыния, Турция, Сирия, Иран, Ирак, Ливан, Иордания, Израиль[5]. Ошибочно приводился для Армении и Туркменистана, где в настоящее время не найден[6].
- Archon bostanchii — (de Freina & Naderi, 2003) Эндемик Ирана.

## Кормовое растение гусениц
- род Кирказон.